# Anne Viriato
Anne Baraúna Viriato (Amazonas, 19 de abril de 1997) é a primeira mulher trans a competir no MMA (Mixed Martial Arts) brasileiro.

## Biografia
Anne Viriato nasceu no estado brasileiro do Amazonas, filha de Eliete Viriato. Ela iniciou a transição de gênero aos 12 anos e, em 2019, se preparava para realizar a cirurgia de redesignação sexual.
Ela é lutadora de Jiu-Jitsu desde os 6 anos de idade, tendo conquistado a faixa preta na modalidade em 2020, aos 23 anos. Em 2016, ela dava aulas de aeróbica em uma academia. Ela lutou no MMA pela divisão de até 53kg. As vitórias de Anne Viriato ocorreram sobre adversários homens do peso mosca, disputando provas do Mr Cage. Em 2018, ela conquistou vitórias em lutas contra homens no Campeonatos Pitbull Fight Combat e Mr Cage. Sua primeira luta e vitória sobre um homem foi amplamente divulgada na mídia.
| “               | Na competição, tudo tem que ser medido certinho. Pode ser que sim, que a mulher trans tenha vantagem, ou pode ser que não. O que acontece muito com atletas trans é que, sempre quando são bons atletas, as pessoas querem justificar que a pessoa é trans, por isso é boa, isso é bem complicado. | ” |
| — Anne Viriato, | |   |

Em agosto de 2018, ela estava cotada para uma luta contra Fábio Limana quarta edição do Suar Fight Championship (SFC), mas teve uma lesão no ombro pouco tempo antes da luta.
Em junho de 2019, foi convidada a prestar depoimento em audiência pública à Comissão de Esportes da Câmara dos Deputados sobre a questão dos atletas transgêneros.

## Passagem pela polícia
Em 2016, quando tinha 18 anos, ela e a irmã, Libian de 24 anos (que já tinha passagem por porte de drogas), foram detidas na Zona Norte de Manaus, durante a operação “Transporte Seguro”. Elas haviam sido denunciadas como proprietárias de drogas por um homem detido na manhã anterior. Segundo sua mãe, Anne conversou com ela ao celular durante a revista policial e eles solicitaram que ela tirasse a roupa e depois a estavam enforcando. Sua mãe também comentou com a mídia que Anne estava no local apenas para treinar para uma competição. O delegado responsável pelo caso indicou que Anne seria encaminhada para o Centro de Detenção Provisória Masculino.

## Filmografia
2021 - Um dos quatro atletas transexuais que participaram do documentário "Quem Pode Jogar?"

## Recorde no MMA
| Cartel no MMA |            |           |
| 2 lutas       | 2 vitórias | 0 derrota |
| Por decisão   | 2          | 0         |

| Res. | Cartel | Oponente                    | Método            | Evento                     | Data                | Round | Tempo | Local                     | Notas |
| ---- | ------ | --------------------------- | ----------------- | -------------------------- | ------------------- | ----- | ----- | ------------------------- | ----- |
| Win  | 2-0    | Alcivan Perreira dos Santos | Decisão (unânime) | PFC - Pitbull Fight Combat | 14 de Julho de 2018 | 3     | 5:00  | Terra Santa, Pará, Brasil |       |
| Win  | 1-0    | Railson Paixão              | Decisão (unânime) | Mr. Cage 34                | 10 de Março de 2018 | 3     | 5:00  | Manaus, Amazonas, Brasil  |       |